# Легьоново
Легьоно́во (пол. Legionowo) — місто в центральній Польщі. Адміністративний центр Легьоновського повіту Мазовецького воєводства. Належить до Варшавської агломерації.

## Демографія
Демографічна структура станом на 31 березня 2011 року:
|          | Загалом | Допрацездатний вік | Працездатний вік | Постпрацездатний вік |
| -------- | ------- | ------------------ | ---------------- | -------------------- |
| Чоловіки | 25469   | 5237               | 17738            | 2494                 |
| Жінки    | 28057   | 4900               | 16861            | 6296                 |
| Разом    | 53526   | 10137              | 34599            | 8790                 |

## Українські акценти
28 липня 2020 р. у місті Легьоново міністр національної оборони Польщі Маріуш Блащак представив мурал, який вшановує пам’ять героїв Варшавської битви 1920 року. Серед зображених постатей – отаман Симон Петлюра.

## Спорт
Футбольна команда Legionovia базується на місцевому муніципальному стадіоні та виступає в четвертому дивізіоні. Однойменний клуб також є одним з найкращих професійних жіночих волейбольних клубів, виступаючи у вищому дивізіоні.
Місцева арена приймає всі міські закриті спортивні клуби, а також ММА, бокс та інші заходи.

## Відомі люди
- Ола Джордан (нар. 1982) — артистка бальних танців[джерело?]
- Войцех Леманський (нар. 1960) — відсторонений римо-католицький священик